# Clean and Sober
Clean and Sober (br: Marcas de Um Passado) é um filme produzido nos Estados Unidos em 1988, escrito por   Tod Carroll e dirigido por Glenn Gordon Caron.

## Sinopse
Michael Keaton é Daryl Poynter, um homem cercado de problemas. Após desenvolver um plano infalível, "empresta" 92 mil dólares da empresa em que trabalha, jogando tudo no mercado financeiro e retirando o lucro em seu benefício. Não poderia ser mais simples, e ninguém notaria, mas as coisas não correram exatamente como ele esperava. A mulher que ele levou para casa e que seria "uma festa a noite toda" talvez nem acorde mais. E a polícia anda fazendo perguntas. Para completar seu drama, Daryl é viciado em drogas, e isso ele não pode esconder de si mesmo. Numa atitude desesperada, Daryl joga sua última cartada.  

## Elenco
- Michael Keaton ... Daryl Poynter
- Kathy Baker ... Charlie Standers
- Morgan Freeman ... Craig
- Tate Donovan ... Donald Towle
- Henry Judd Baker ... Xavier
- Claudia Christian ... Iris